# Tetraponera parops
Tetraponera parops é uma espécie de formiga do gênero Tetraponera, pertencente à subfamília Pseudomyrmecinae.